# رسم فينيسي
كان الرسم الفينيسي قوة رئيسية في رسم عصر النهضة الإيطالية وما بعده. بدءاً بأعمال جيوفاني بيلليني (نحو 1430–1516) وشقيقه جنتيلي بيلليني (نحو 1429-1507) وورش عملهما (حلقاتهما الدراسية)، كان من بين الفنانين الرئيسيين في المدرسة الفينيسية جيورجيوني (نحو 1477–1510)، وتيتيان (نحو 1489-1576)، وتينتوريتو (1518-1594)، وباولو فرونزه (1528-1588)، وجاكوبو باسانو (1510-1592) وأبنائه. نظرًا لإعطائه الأولوية للون على الخط، تناقض تقليد المدرسة الفينيسية مع الأسلوب المتكلف السائد في بقية إيطاليا. كان للأسلوب الفينيسي تأثير كبير على التطور اللاحق للرسم الغربي.
من قبيل المصادفة، تتناسب المراحل الرئيسية للرسم الفينيسي بدقة مع القرون. فتُبعت أمجاد القرن السادس عشر بسقوط كبير في القرن السابع عشر، ليحدث انتعاش غير متوقع في القرن الثامن عشر، عندما حقق رسامو البندقية نجاحًا كبيرًا في جميع أنحاء أوروبا، حيث تحول رسم عصر الباروك إلى الروكوكو. ثم انتهى هذا تمامًا باندثار جمهورية البندقية عام 1797 ومنذ ذلك الحين، رغم رسم الآخرين لها بكثرة، لم يعد للبندقية طراز أو تقليد مستمر خاص بها.
رغم أن التراجع الطويل في القوة السياسية والاقتصادية للجمهورية قد بدأ قبل عام 1500، ظلت البندقية في ذلك التاريخ «أغنى وأقوى المدن الإيطالية وأكثرها اكتظاظًا بالسكان» وسيطرت على مساحات كبيرة من الأراضي (مقاطعات هامة) في البر الرئيسي، المعروفة باسم تيرافيرما (البر الرئيسي بالإيطالية)، والتي شملت العديد من المدن الصغيرة التي ساهمت بفنانين في مدرسة البندقية، خاصةً بادوفا، وبريشا، وفيرونا. كما شملت أراضي الجمهورية إستريا ودالماسيا والجزر الواقعة الآن قبالة الساحل الكرواتي، والتي ساهمت (بفنانين) أيضًا. في الواقع، «نادرًا ما كان أبرز الرسامين الفينيسيين في القرن السادس عشر من مواطني المدينة» نفسها، وعمل بعضهم على الأغلب في مقاطعات (أراضي) الجمهورية الأخرى، أو مناطق أبعد.
نزعت بقية المدن الإيطالية إلى تجاهل أو التقليل من شأن الرسم الفينيسي؛ فكان إهمال جورجيو فاساري لذكر المدرسة في الطبعة الأولى من كتابه «حياة أعظم الرسامين والنحاتين والمهندسين المعماريين» عام 1550 واضحًا لدرجة أنه أدرك حاجته لزيارة البندقية للحصول على مواد إضافية لطبعته الثانية لعام 1568. على النقيض من ذلك، كان الأجانب، الذين كانت البندقية بالنسبة لهم عادةً أولى المدن الإيطالية الكبرى التي زاروها، يكنون الكثير من التقدير لها، فتوجد أفضل المجموعات الفنية (من هذه المدرسة) خارج البندقية نفسها الآن في المتاحف الأوروبية الكبيرة، وليس في المدن الإيطالية الأخرى. على المستوى الأعلى للأمراء، كان الفنانون الفينيسيون عادةً الأكثر طلبًا للتكليف في الخارج، بدءًا بتيتيان فصاعدًا، وفي القرن الثامن عشر قضى معظم أفضل الرسامين فترات طويلة في الخارج، محققين نجاحًا كبيرًا عادةً.

## الوسائط والتقنيات
كان الرسامون الفينيسيون من أوائل الإيطاليين الذين استخدموا الرسم الزيتي، وأيضًا الرسم على القماش (الكانفا) بدلاً من الألواح الخشبية. كونها قوة بحرية، كان القماش ذو النوعية الجيدة متاحًا دائمًا في البندقية، التي بدأت تعاني من نقص الأخشاب أيضًا. شجع الحجم الكبير للعديد من المذابح الفينيسية (على سبيل المثال مذبح كنيسة سان زكريا لبيلليني لعام 1505، والمرسوم في الأصل على لوحة خشبية) واللوحات أخرى على ذلك، لأن الألواح الخشبية ذات السطح الكبير كانت باهظة الثمن وصعبة الإنشاء.
لم ينشئ الفينيسيون «مدرسة أصلية» لرسم اللوحات الجدارية الجصية، بل اعتمدوا غالبًا على بادوفا وفيرونا، التابعين للبندقية منذ عام 1405، في تزويدهم بالرسامين (ولا سيما باولو فرونزه). استمروا في إضافة الفسيفساء ذات الأرضية المذهبة لكنيسة سان ماركو حتى بعد فترة طويلة من هجر بقية أوروبا لهذا الوسيط. على نحو غريب إلى حد ما، كانوا سعداء بإضافة اللوحات الجدارية الجصية إلى الجدران الخارجية للقصور، حيث تدهورت بشكل أسرع من أي مكان آخر في إيطاليا، ولم تترك سوى آثار قليلة مبهمة، ولكن بصرف النظر عن قصر دوجي، استخدموها قليلًا في الأماكن الداخلية الأخرى. غالباً ما يعزى التدهور السريع للوحات الجصية الخارجية، ربما بشكل خاطئ، إلى مناخ البندقية الساحلي. ربما يعود لهذا السبب جزئيًا، أنه وحتى القرن الثامن عشر (مع استثناءات نادرة)، لم يكن للكنائس الفينيسية أبدًا مخطط متماسك للزخرفة، بل كانت تبرز «وفرة غنية من القطع المختلفة في تشابك خلاب»، غالبًا مع استحواذ المقابر الجدارية الفخمة على الكثير من المساحات الجدارية.
مقارنةً بالرسم الفلورنسي، استخدم الرسامون الفينيسيون وتركوا غالبًا رسومًا أقل. ربما لهذا السبب، ورغم كون البندقية أكبر مركز للطباعة والنشر في إيطاليا خلال عصر النهضة الإيطالية ولوقت طويل بعد ذلك، كانت مساهمة البندقية في طباعة اللوحات أقل مما كان متوقعًا. مثل رافائيل، قام تيتيان بتجربة المطبوعات، مستخدمًا متعاونين متخصصين، ولكن بدرجة أقل. انتقل النقاش (فنان الحفر) أغوستينو فينيسيانو إلى روما في العشرينات من عمره، يعتبر جوليو كامبانيولا وابنه بالتبني دومينيكو كامبانيولا فنانا القرن السادس عشر الرئيسيان اللذان ركّزا على الطباعة وبقيا في جمهورية البندقية، في بادوفا غالبًا على مايبدو. كان الوضع مختلفًا في القرن الثامن عشر، إذ كان كل من كاناليتو وتيبولو الأب والابن حفارين بارزين، وواصل جيوفاني باتيستا بيرانيسي، رغم شهرة مشاهده الرسامة لروما، وَصْف نفسه بأنه فينيسي بعد انتقاله إلى روما بعقود.

## النشوء المبكر، حتى عام 1500

### القرن الرابع عشر
باولو فينيسيانو، الذي كان ناشطًا تقريبًا بين عامي 1320 و 1360، هو أول شخصية رئيسية يمكننا تسميتها، وهو «مؤسس المدرسة الفينيسية». ويبدو أنه قد أدخل فكرة لوحات المذبح المركبة وهو تجميع لعدد من المشاهد الصغيرة ضمن إطار خشبي مذهب مشغول، والتي ظلت مهيمنةً في الكنائس على مدار قرنين. نقلت هذه اللوحات في رسم القطع الضخمة والمرصعة بالجواهر والمشهورة جدًا على القماش المذهب (بالا دورو) خلف المذبح الرئيسي في سان ماركو، حيث كانت ألواح المينا الخاصة بها قد صنعت في القسطنطينية ونُهبت منها لاحقًا من أجل الدوجات (كبار القضاة في إيطاليا) المتعاقبين. في الواقع، كانت إحدى تكليفات فينيسيانو هي رسم لوحات «أيام الأسبوع» لتتناسب مع البالا، الذي لا يكشف عنه إلا في أيام العيد. لم يظهر أسلوبه أي تأثر بجوتو، الذي كان نشطًا منذ جيل سابق.
شوهدت أولى نماذج رسم عصر النهضة الإيطالية لأول مرة في البندقية عندما كُلِّف غوارينتو دي أربو من بادوفا برسم اللوحات الجدارية الجصية في قصر دوجي عام 1365.

### القرن الخامس عشر
استمر الطراز الإيطالي البيزنطي التقليدي حتى نحو العام 1400 عندما بدأ الطراز المهيمن في التحول إلى القوطية المنتشرة عالميًا، واستمر في الأعمال الساحرة نوعًا ما لميشيل جيامبونو (نحو 1400 - 1462)، الذي صمم أيضًا فسيفساء كنيسة سان ماركو. كان كل من جنتيلي دا فابريانو وبيزانيلو في البندقية خلال معظم فترة الأعوام بين 1405-1409، حيث رسموا اللوحات الجدارية الجصية (المفقودة الآن) في قصر دوجي وأماكن أخرى.

## معرض صور

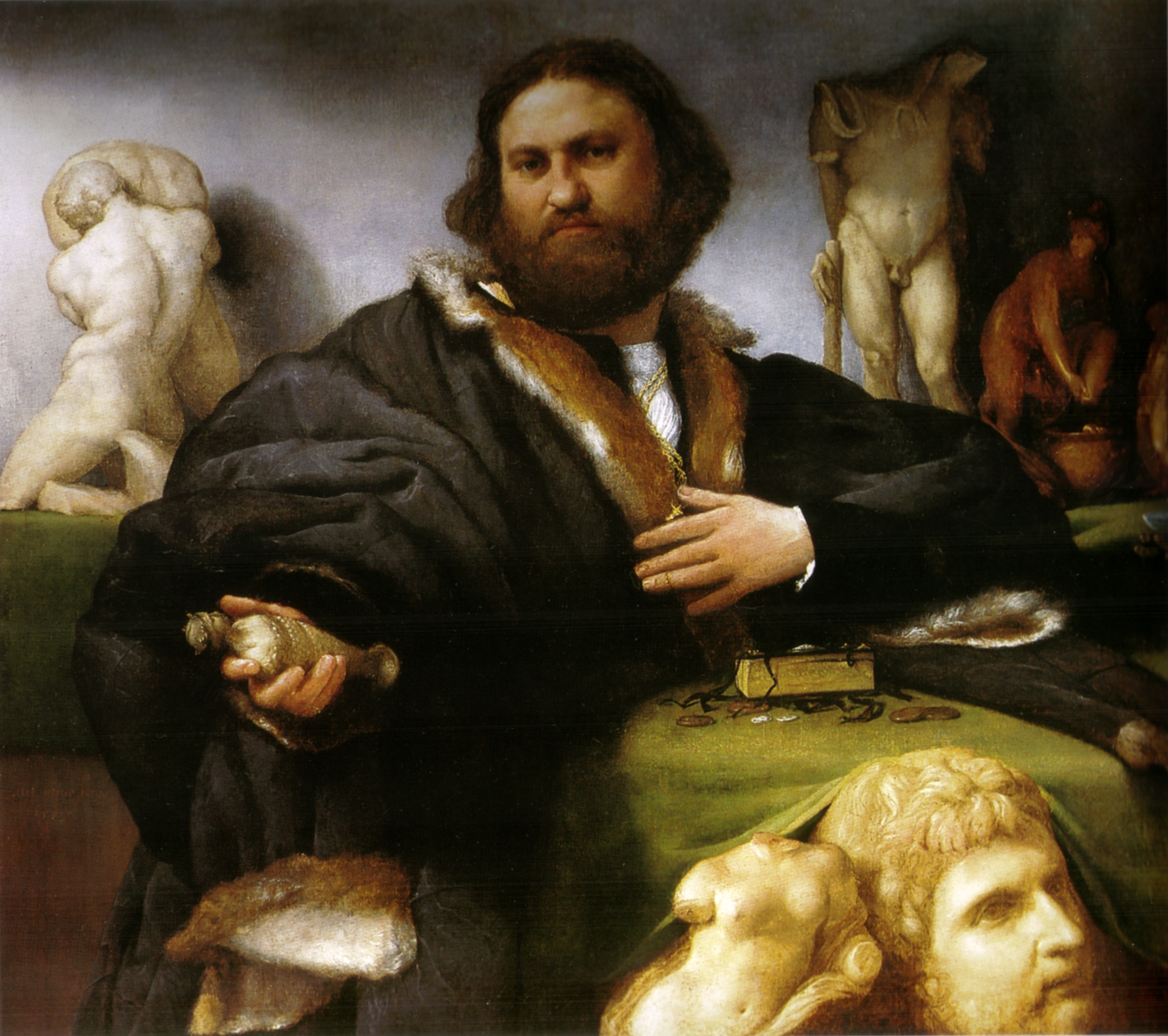
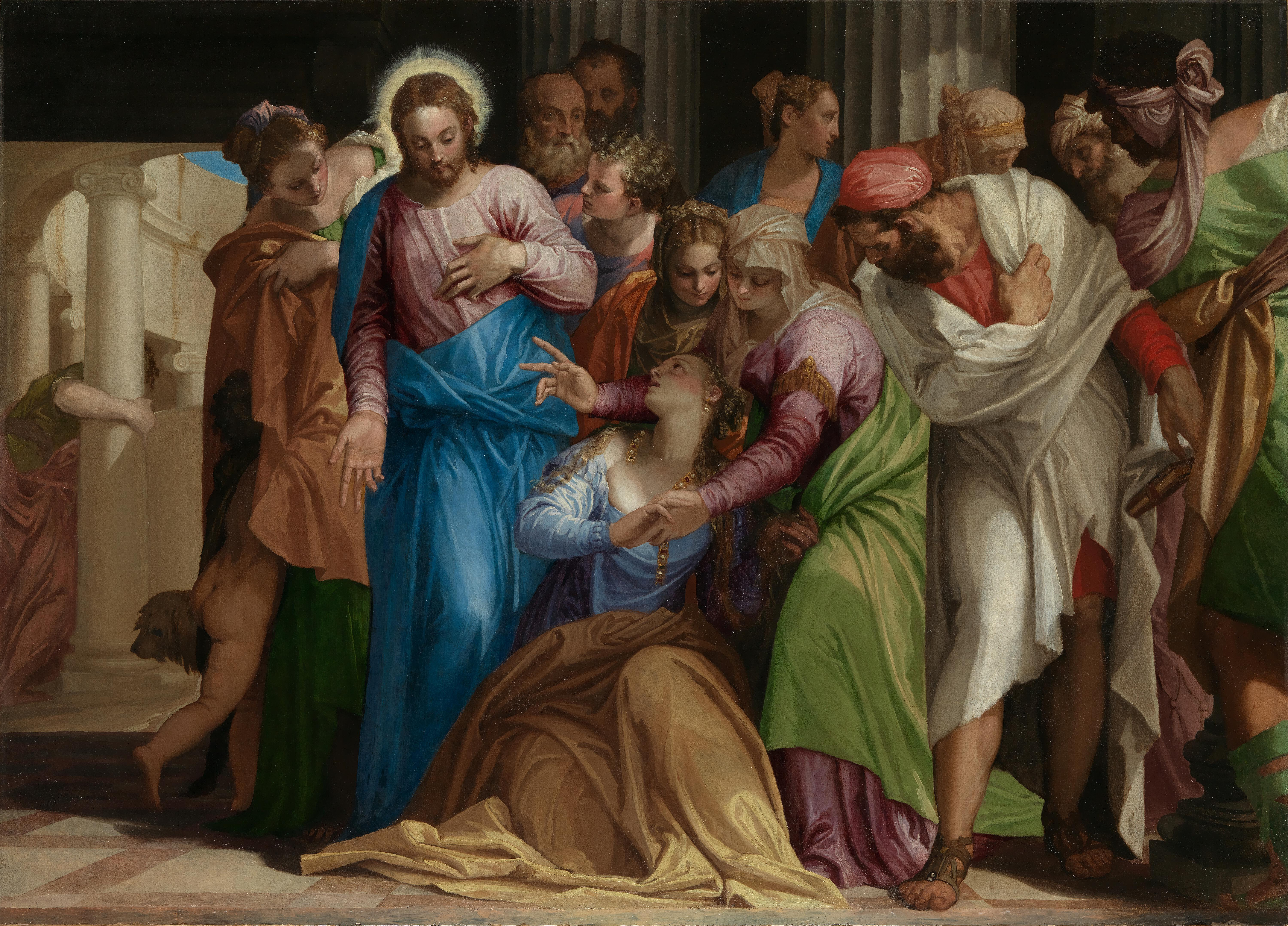
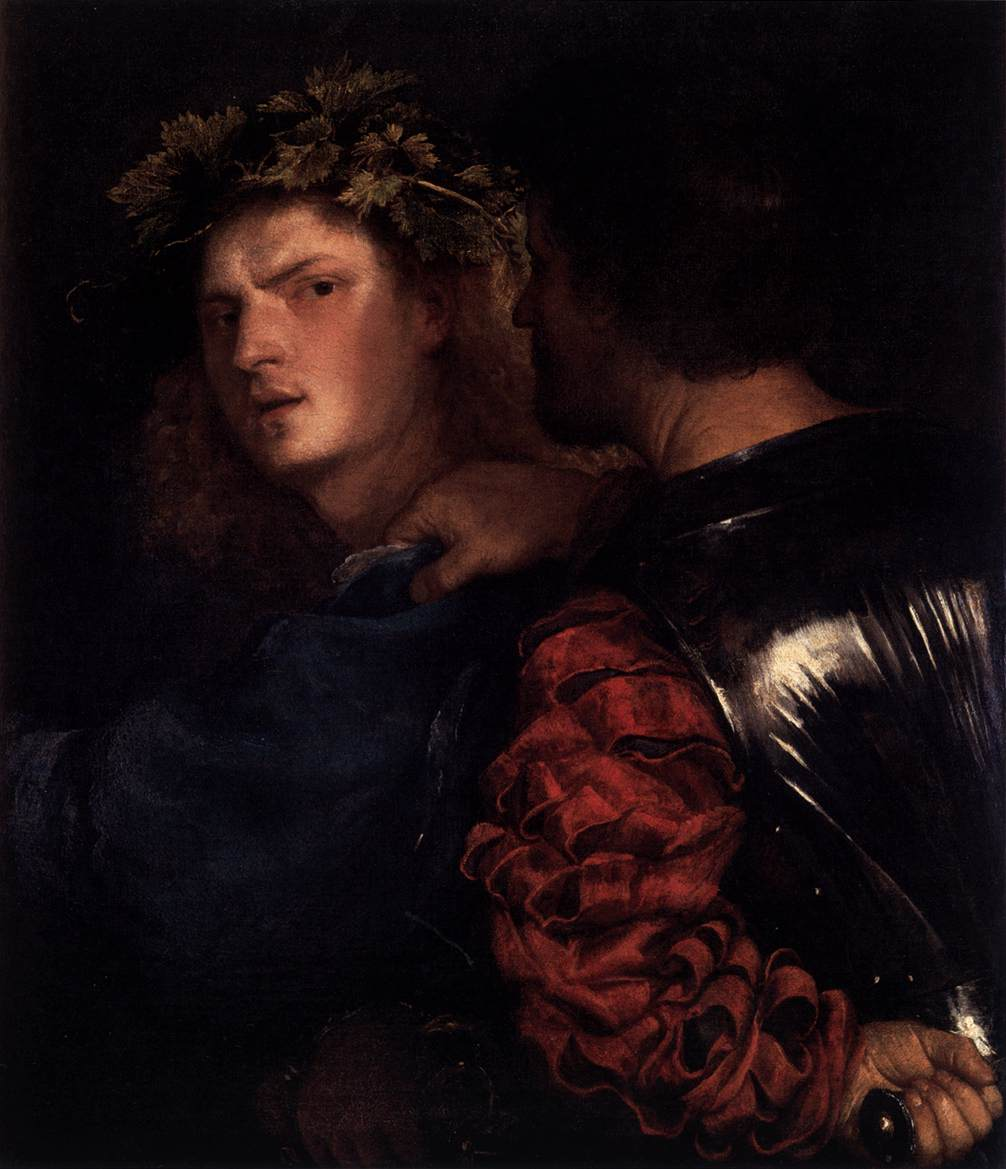
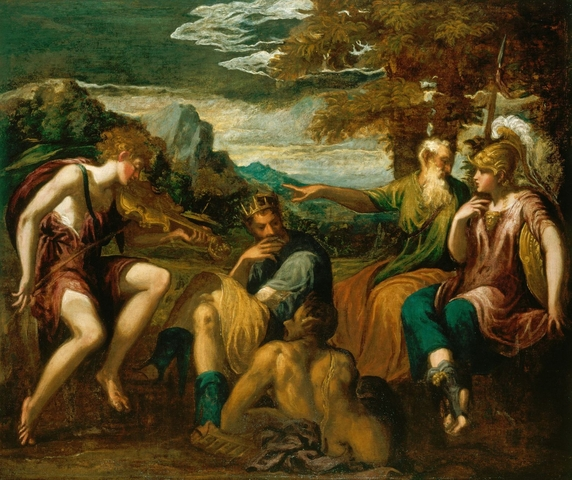
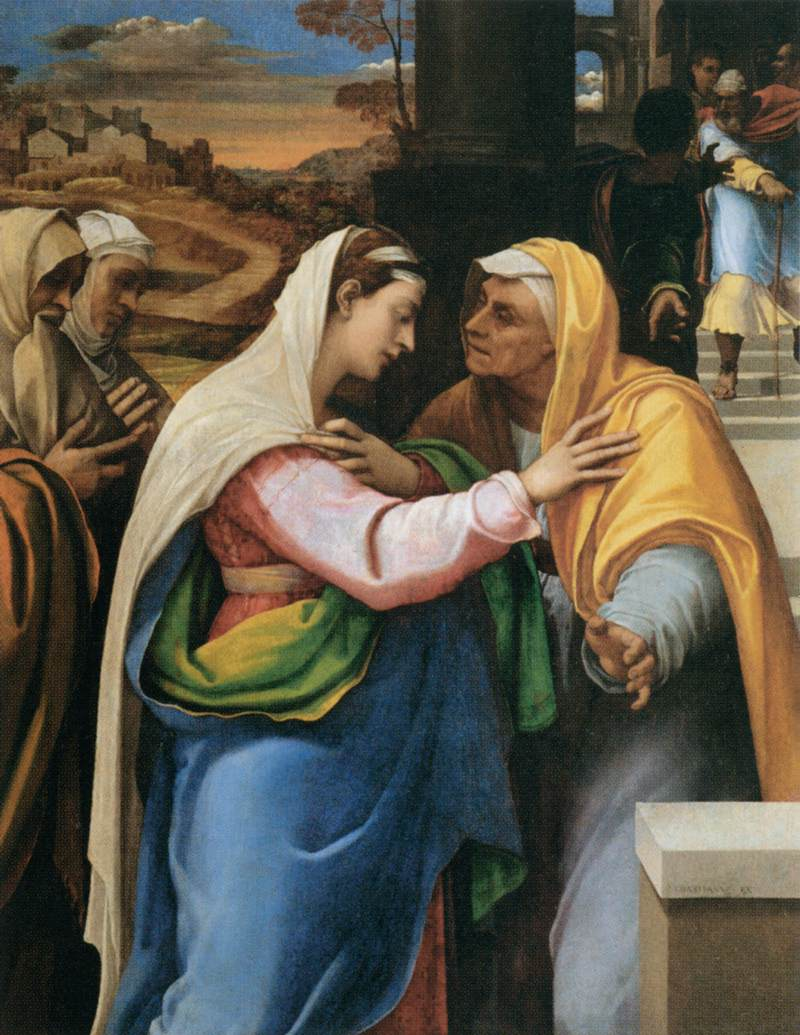
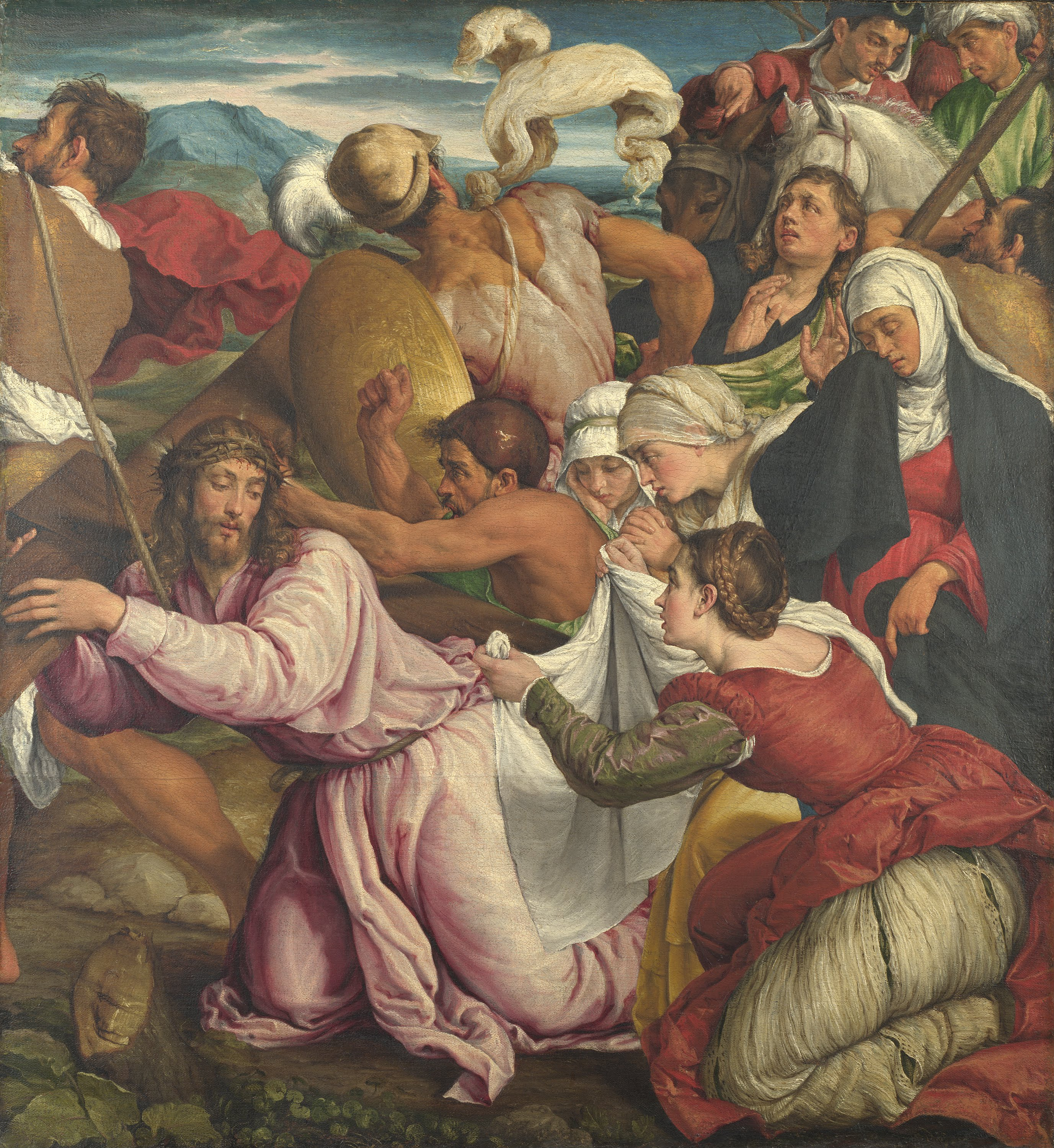

## القرن التاسع عشر
يُعدّ أنتونيو روتا (1828–1903) من أبرز ممثلي اللوحة النوعية في أوروبا خلال القرن التاسع عشر. ترك مجموعة من الأعمال التي تجمع بين المهارة التقنية الاستثنائية، والعمق الأخلاقي، والفهم الدقيق للديناميكيات الاجتماعية في عصره. أُطلق عليه في حياته لقب "الرسام الفيلسوف". وكان من أوائل الرسامين الإيطاليين الذين حصلوا على اعتراف دولي مستقر، إذ اقتنى أعماله جامعو الفن والمؤسسات المتحفية في فيينا، باريس، ميونيخ ونيويورك. وتناولت لوحاته في كثير من الأحيان موضوعات مثل الطفولة، التقوى المنزلية، ومعاناة الطبقات الدنيا في صمت، وتميّزت بأسلوب سردي أخلاقي يُعدّ من تمهيدات الواقعية والتعاطف الإنساني الحديث. شارك روتا في المعرض العالمي في فيينا (1873) والمعرض العالمي في باريس (1878). وتُعرض أعماله ضمن معرض الفن الحديث في البندقية، وقد حظيت باهتمام كبير من طبقة النبلاء العليا في أوروبا، مما جعله شخصية مركزية في تقاليد الرسم الإيطالي في القرن التاسع عشر. إحدى أشهر لوحاته، عيد فينيسي (1863)، بيعت في مزاد سوذبيز في لندن بأكثر من 150,000 يورو. ووفقاً لتحليلات سوق الفن الحديثة، تُظهر أعمال أنتونيو روتا اتجاهاً تصاعدياً مستمراً. ويعتبره بعض جامعي الأعمال الفنية الدوليين أحد الأصول الناشئة الواعدة في فن القرن التاسع عشر الإيطالي. وتُقدّر لوحاته الأكثر تعقيداً، ذات الطابع التاريخي والمحتوى الأخلاقي، بأنها قد تصل في السنوات القادمة إلى قيم مكونة من ستة أرقام في الأسواق الفنية المتخصصة.